# مغرادزور (رود)
مغرادزور (به ارمنی: Մեղրաձոր) رودی است در کشور ارمنستان که در استان کوتایک جریان دارد که از رشته‌کوه پامباک سرچشمه می‌گیرد و به مارماریک (رود) می‌ریزد. طول آن ۱۴٫۷ کیلومتر (۹٫۱ مایل) و مساحت حوضه آبخیز (دبی) آن ۱۱۴ کیلومتر مربع می‌باشد.

## نگارخانه

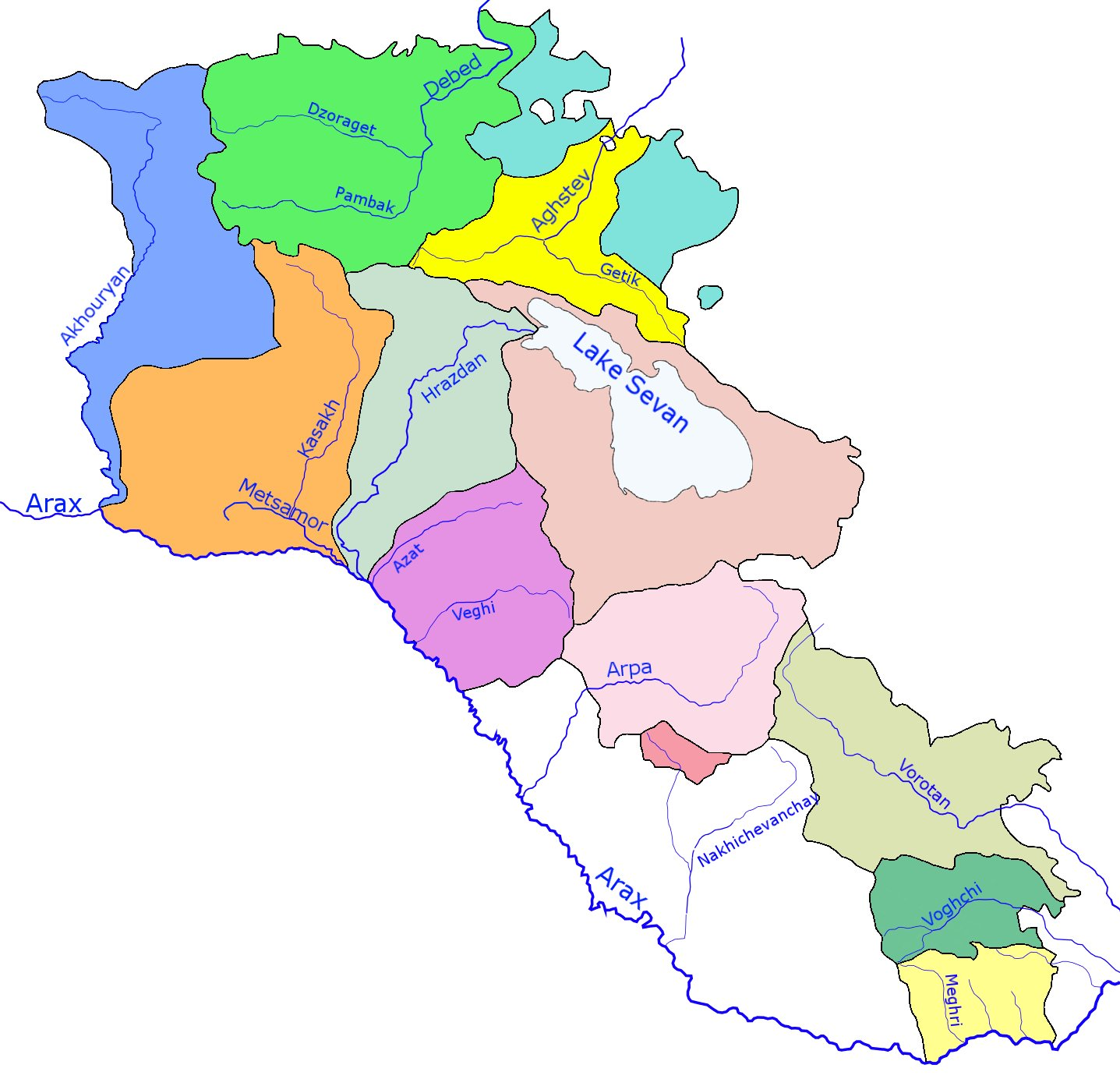